# Amarelhe
Américo da Silva Amarelhe (Porto, 27 de dezembro de 1889 — Lisboa, 3 de abril de 1946), mais conhecido simplesmente por Amarelhe, foi um caricaturista, pintor e cenógrafo que se destacou no meio teatral de Lisboa como cenógrafo de algumas das mais bem sucedidas produções das primeiras décadas do século XX e como caricaturista dos artistas e autores da época. Verdadeiro cronista gráfico, dedicou-se quase em exclusivo, durante a sua curta carreira, a retratar e caricaturar a gente do meio teatral, desde actores, músicos, empresários e técnicos a dramaturgos. Tem colaboração artística em diversas publicações periódicas, como é o caso de O palco (1912) O Século Cómico (1913-1921), Sempre fixe iniciado em 1926, e o   Diário de Lisboa : edição mensal (1933).

## Biografia
Nasceu na freguesia da Vitória, na cidade do Porto. Era filho de José Amarelhe, natural de Coucieiro, na Galiza e de Joaquina da Silva, natural de Fornelos, do concelho de Cinfães. Nunca casou nem teve filhos.
Desenhou para a revista Galeria Artística duas séries de caricaturas de actores, actrizes, maestros, escritores e empresários ligados ao teatro lisboeta. Demonstrando poder de síntese, conseguiu registar em traços simples o temperamento dos retratados.
Amarelhe faleceu em Lisboa, na freguesia da Encarnação, vítima de miocardite crónica. Jaz no Cemitério do Lumiar, na mesma cidade.